# جدول مدال‌های المپیک تابستانی ۱۹۳۲
جدول مدال بازیهای المپیک تابستانی ۱۹۳۲ فهرستی از مدال های کسب شده توسط ورزشکاران است در طول برگزاری المپیک تابستانی سال ۱۹۳۲ میلادی که در لوس آنجلس کالیفرنیا ایالات متحده آمریکا از ۳۰ جولای تا ۱۴ آگوست سال ۱۹۳۲ با شرکت ۱۳۳۲ ورزشکار از ۳۷ کشور دنیا در ۱۴ رشته ورزشی برگزار شد.

## جدول مدال‌ها
رتبه بندی این جدول توسط کمیته بین‌المللی المپیک (ioc) اعلام شدهاست.
| رتبه  | کشور                      | طلا | نقره | برنز | جمع |
| ----- | ------------------------- | --- | ---- | ---- | --- |
| ۱     | ایالات متحده آمریکا (USA) | ۴۱  | ۳۲   | ۳۰   | ۱۰۳ |
| ۲     | ایتالیا (ITA)             | ۱۲  | ۱۲   | ۱۲   | ۳۶  |
| ۳     | فرانسه (FRA)              | ۱۰  | ۵    | ۴    | ۱۹  |
| ۴     | سوئد (SWE)                | ۹   | ۵    | ۹    | ۲۳  |
| ۵     | ژاپن (JPN)                | ۷   | ۷    | ۴    | ۱۸  |
| ۶     | مجارستان (HUN)            | ۶   | ۴    | ۵    | ۱۵  |
| ۷     | فنلاند (FIN)              | ۵   | ۸    | ۱۲   | ۲۵  |
| ۸     | بریتانیای کبیر (GBR)      | ۴   | ۷    | ۵    | ۱۶  |
| ۹     | آلمان (GER)               | ۳   | ۱۲   | ۵    | ۲۰  |
| ۱۰    | استرالیا (AUS)            | ۳   | ۱    | ۱    | ۵   |
| ۱۱    | آرژانتین (ARG)            | ۳   | ۱    | ۰    | ۴   |
| ۱۲    | کانادا (CAN)              | ۲   | ۵    | ۸    | ۱۵  |
| ۱۳    | هلند (NED)                | ۲   | ۵    | ۰    | ۷   |
| ۱۴    | لهستان (POL)              | ۲   | ۱    | ۴    | ۷   |
| ۱۵    | آفریقای جنوبی (RSA)       | ۲   | ۰    | ۳    | ۵   |
| ۱۶    | ایرلند (IRL)              | ۲   | ۰    | ۰    | ۲   |
| ۱۷    | چکسلواکی (TCH)            | ۱   | ۲    | ۱    | ۴   |
| ۱۸    | اتریش (AUT)               | ۱   | ۱    | ۳    | ۵   |
| ۱۹    | هند (IND)                 | ۱   | ۰    | ۰    | ۱   |
| ۲۰    | دانمارک (DEN)             | ۰   | ۳    | ۳    | ۶   |
| ۲۱    | مکزیک (MEX)               | ۰   | ۲    | ۰    | ۲   |
| ۲۲    | لتونی (LAT)               | ۰   | ۱    | ۰    | ۱   |
| ۲۲    | نیوزیلند (NZL)            | ۰   | ۱    | ۰    | ۱   |
| ۲۲    | سوئیس (SUI)               | ۰   | ۱    | ۰    | ۱   |
| ۲۵    | فیلیپین (PHI)             | ۰   | ۰    | ۳    | ۳   |
| ۲۶    | اسپانیا (ESP)             | ۰   | ۰    | ۱    | ۱   |
| ۲۶    | اروگوئه (URU)             | ۰   | ۰    | ۱    | ۱   |
| مجموع | مجموع                     | ۱۱۶ | ۱۱۶  | ۱۱۴  | ۳۴۶ |